# John Cutler
John Cutler (Manchester, 8 de junho de 1962) é um velejador neozelandês, medalhista olímpico. Ele competiu nos Jogos Olímpicos de Verão de 1988 na classe Finn e conquistou a medalha de bronze. Posteriormente, Cutler competiu por vários sindicatos diferentes na America's Cup. Ele navegou para o ALL4ONE Challenge no Louis Vuitton Trophy Dubai de 2010.